# Grammy Awards 1989
La 31ª edizione dei Grammy Awards si è svolta il 22 febbraio 1989 presso lo Shrine Auditorium di Los Angeles.

## Vincitori e candidati

### Categorie principali

#### Registrazione dell'anno
- Don't Worry, Be Happy - Bobby McFerrin; Linda Goldstein (produttore)
- Giving You the Best That I Got -  Anita Baker; Michael J. Powell (produttore)
- Fast Car -  Tracy Chapman; David Kershenbaum (produttore)
- Man in the Mirror -  Michael Jackson; Michael Jackson e Quincy Jones (produttori)
- Roll with It - Steve Winwood; Steve Winwood e Tom Lord-Alge (produttori)

#### Canzone dell'anno
- Don't Worry, Be Happy, scritta e cantata da Bobby McFerrin
- Giving You the Best That I Got, scritta da Anita Baker, Skip Scarborough e Randy Holland, cantata da Anita Baker
- Fast Car, scritta e cantata da Tracy Chapman
- Be Still My Beating Heart, scritta e cantata da Sting
- Piano in the Dark, scritta da Brenda Russell, Jeff Hall e Scott Cutler, cantata da Brenda Russell

#### Miglior artista esordiente
- Tracy Chapman
- Rick Astley
- Toni Childs
- Take 6
- Vanessa L. Williams

#### Album dell'anno
- Faith - George Michael
- Tracy Chapman - Tracy Chapman
- Simple Pleasures - Bobby McFerrin
- ...Nothing Like the Sun - Sting
- Roll with It - Steve Winwood

### Classica

#### Miglior album di musica classica
- Verdi: Requiem & Operatic Choruses - Robert Woods, Robert Shaw & the Atlanta Symphony Orchestra

### Country

#### Miglior canzone country
- Hold Me - K.T. Oslin

### New Age

#### Miglior interpretazione new age
- Shadowfax - Folksongs for a Nuclear Village
- Suzanne Ciani – Neverland
- Mark Isham – Castalia
- Steve Khan e Rob Mounsey – Local Color
- Paul Winter – Down in Belgorod

### Pop

#### Miglior interpretazione pop vocale femminile
- Tracy Chapman - Fast Car
- Taylor Dayne - Tell It to My Heart
- Whitney Houston - One Moment in Time
- Joni Mitchell - Chalk Mark in a Rainstorm
- Brenda Russell - Get Here

#### Miglior interpretazione pop vocale maschile
- Bobby McFerrin - Don't Worry, Be Happy
- Phil Collins - A Groovy Kind of Love
- Sting - Be Still My Beating Heart
- George Michael - Father Figure
- Steve Winwood - Roll With It

#### Miglior interpretazione pop vocale di un gruppo/duo
- Brasil - The Manhattan Transfer

### Produzione

#### Produttore dell'anno, non classico
- Neil Dorfsman
- Thomas Dolby
- David Kershenbaum
- L.A. Reid e Babyface
- Narada Michael Walden

### R&B

#### Miglior canzone R&B
- Giving You the Best That I Got, scritta da Anita Baker, Randu Holland e Skip Scarborough, eseguita da Anita Baker
- Don't Be Cruel, scritta da Babyface, L.A. Reid e Daryl Simmons, eseguita da Bobby Brown
- I'll Always Love You, scritta da Jimmy George, eseguita da Taylor Dayne
- Just Got Paid, scritta da Johnny Kemp e Gene Griffin, eseguita da Johnny Kemp
- Any Love, scritta da Luther Vandross e Marcus Miller, eseguita da Luther Vandross

#### Miglior interpretazione R&B vocale femminile
- Giving You the Best That I Got - Anita Baker

#### Miglior interpretazione R&B vocale maschile
- Introducing the Hardline According to Terence Trent D'Arby - Terence Trent D'Arby

#### Miglior interpretazione R&B vocale di un gruppo/duo
- Love Overboard - Gladys Knight & The Pips

### Rap

#### Miglior interpretazione rap
- DJ Jazzy Jeff & the Fresh Prince - Parents Just Don't Understand
- J. J. Fad – Supersonic
- Kool Moe Dee – Wild Wild West
- LL Cool J – Going Back to Cali
- Salt-n-Pepa – Push It

### Reggae

#### Miglior registrazione reggae
- Conscious Party - Ziggy Marley and the Melody Makers
- Hanging Fire - Jimmy Cliff
- Toots in Memphis - Toots
- UB40 - UB40
- Breakfast in Bed - UB40 e Chrissie Hynde

### Rock

#### Miglior interpretazione rock vocale femminile
- Tina Turner - Tina Live in Europe
- Pat Benatar – All Fired Up
- Toni Childs – Don't Walk Away
- Melissa Etheridge – Bring Me Some Water
- Sinéad O'Connor – The Lion and the Cobra

#### Miglior interpretazione rock vocale maschile
- Robert Palmer - Simply Irresistible
- Eric Clapton – After Midnight
- Joe Cocker – Unchain My Heart
- Robbie Robertson – Robbie Robertson
- Rod Stewart – Forever Young

#### Miglior interpretazione rock vocale di un gruppo/duo
- U2 - Desire
- INXS – Kick
- Joan Jett and the Blackhearts – I Hate Myself for Loving You
- Little Feat – Let It Roll
- Midnight Oil – Beds Are Burning

#### Miglior interpretazione vocale o strumentale hard rock o metal
- Jethro Tull - Crest of a Knave